# 京都学派四天王

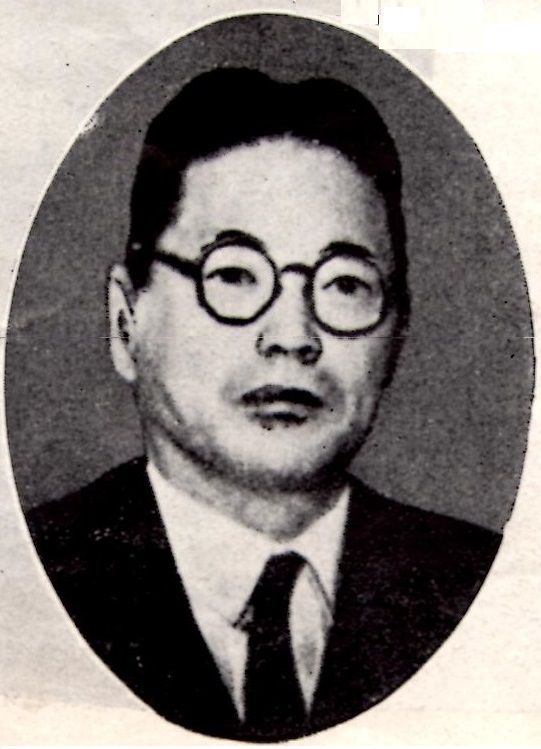
高坂正顕

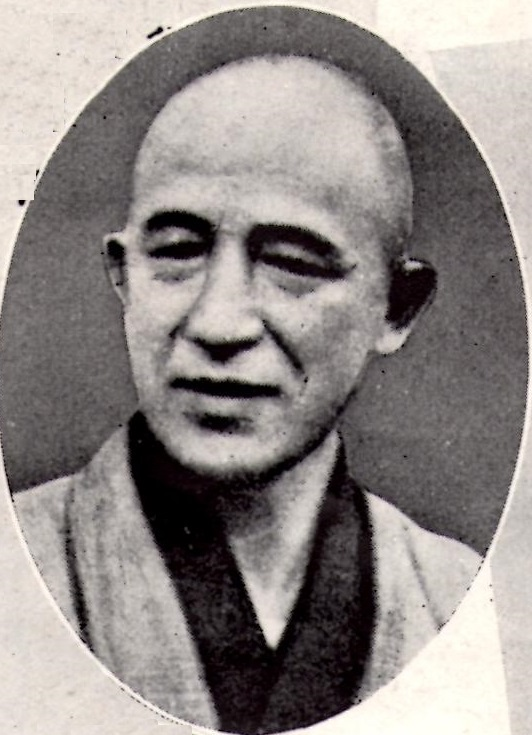
西谷啓治

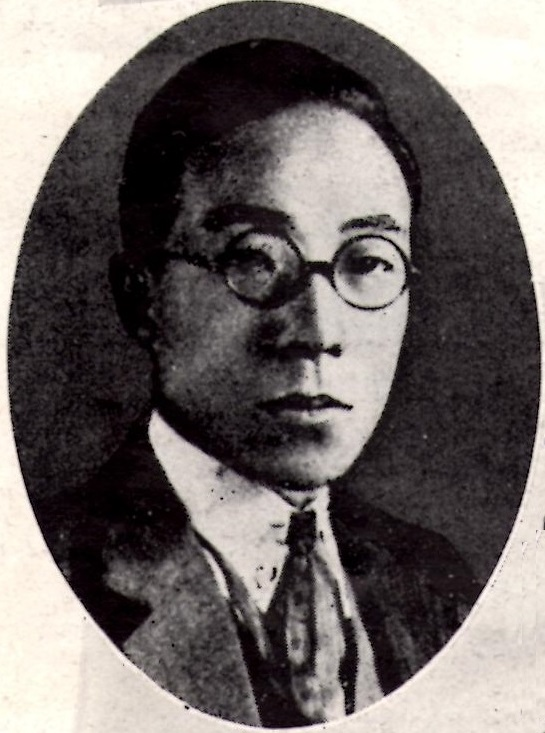
高山岩男

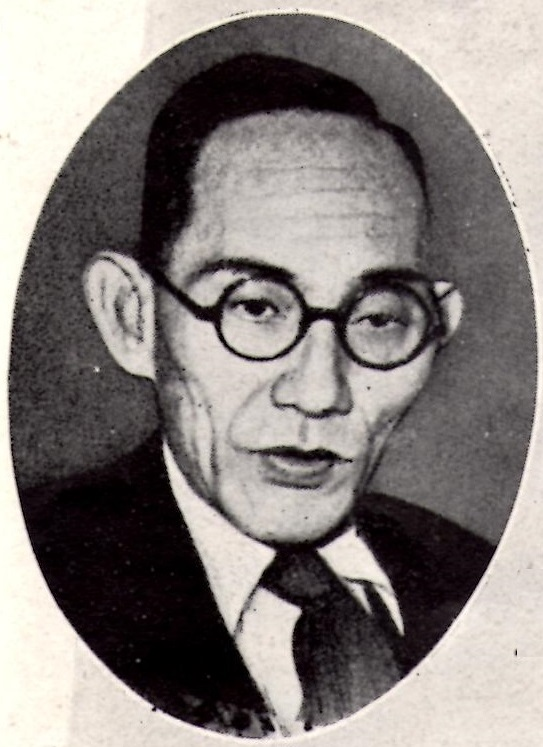
鈴木成高

京都学派四天王（きょうとがくはしてんのう）とは、高坂正顕、西谷啓治、高山岩男、鈴木成高の京都学派に属する四名の学者の称号。敗戦占領期に、戦争協力の廉で京都帝国大学を離れた（高坂正顕、西谷啓治は京都大学に復帰）。

## 京都学派
京都学派（きょうとがくは）とは、一般に西田幾多郎と田邊元および彼らに師事した哲学者たちが形成した哲学の学派のことを指す。
京都学派は西洋哲学と東洋思想の融合を目指した『善の研究』などで表される西田哲学の立場に立ち、東洋でありながら西洋化した日本で、ただ西洋哲学を受け入れるだけではなくそれといかに内面で折り合うことができるかを模索した。しかしながら東洋の再評価の立場や独自のアイデンティティを模索することは次第に「西洋は行き詰まり東洋こそが中心たるべき」との大東亜思想に近づくことになった。特に京都学派四天王（西谷啓治・高坂正顕・高山岩男・鈴木成高）らは、「世界史の哲学」や「近代の超克」を提唱し、海軍に接近した。このため太平洋戦争の敗戦により、戦前の京都学派はいったん没落した。だが戦後も高坂、高山らは自民党などの保守政治に接近し、京都学派と政治とのかかわりは今日に至るまで脈々と続いている。なお、陸軍が海軍に較べて圧倒的な力をもっていた時代において、海軍への接近は軍部政権への翼賛というよりは、軍部の方針を是正しようとする体制批判の行動であった。
- 大東亜戦争下の昭和十七年から翌年にかけ『中央公論』誌上で三回にわたり掲載され、大東亜戦争を「世界史の哲学」の立場から思想的に位置付けようと試みた「世界史的立場と日本」座談会（「世界史的立場と日本」昭和十七年一月号、「東亜共栄圏の倫理性と歴史性」昭和十七年四月号、「総力戦の哲学」昭和十八年一月号）の出席者である。翌十八年に中央公論社で単行本が刊行した。
- 大戦下は、京都学派と海軍との間で定期的に行われ、東條内閣打倒や陸軍の方針の是正が話し合われた秘密会合の常連出席者であった。
- 「世界史の哲学」は陸軍の皇道派により反国体思想として攻撃されていたが、大川周明『近世欧羅巴植民史』の亜流とする説[要出典]もある。
- 『京都哲学撰書第11巻　世界史の理論　京都学派の歴史哲学論攷』（森哲郎解説、燈影舎、2000年）が新版刊行。

## 人物
- 高坂正顕　- 専門はカント哲学。著書『カント』。
- 西谷啓治 - ドイツ神秘主義などを研究するが、後半生は禅仏教に傾倒した。
- 高山岩男 - 31歳の時の著書『ヘーゲル』、戦後「呼応の原理」を提唱。
- 鈴木成高 - 『ランケと世界史学』。